# 劉從珍

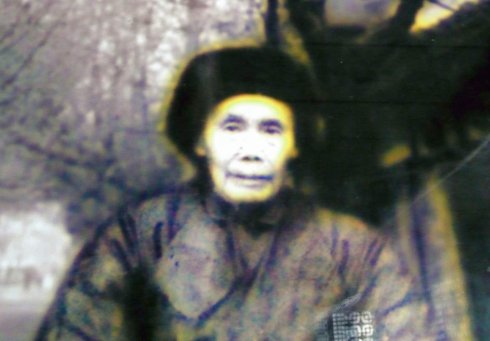
朱德元配夫人

劉從珍（1884年8月14日—1958年2月11日），四川省儀隴縣馬鞍場劉家壩人，她是朱德元帥的元配夫人，父澤沛（朱德的大舅），母趙氏。住儀隴縣新寺穆家壩

## 生平
- 光緒三十一年（1905年），由父母作主，把他大舅的女兒劉氏許配給他，並於這年9月完婚。[4]
- 光緒三十二年（1906年）春，朱德外出求學，自此未歸。為此，生父朱世林很長一段時間沒有原諒他。劉夫人自此獨守空房，但在父母面前從不顯露，任勞任怨，精心侍奉老人，深得朱德父母喜愛。績麻紡線，掙取零用，從不寫信向朱德要錢。
- 1933年到1935年間，國共交戰，楊森派所部先後三次移葬朱家祖墳。善良的劉夫人，從此有生之年吃齋念佛，祈求朱德一生平安。朱德駐軍瀘州時，就曾接其母和劉夫人到旅部長住。1949年後，又叫她去北京生活。但劉夫人感到鄉村生活舒服自在，不願意去。[3]
- 1958年2月11日，劉夫人在家鄉病逝，享年75歲。劉氏是個樸實、勤勞、尊長愛幼的農村好媳婦[4]。病逝後，朱德的子女還曾為嫡母送葬。[5]

## 照片
- 南充行（11）：朱德故里（下）